# ماهی حلوای خط‌دار
ماهی حلوای خط‌دار (نام علمی: Achirus lineatus)، یک ماهی پهن پرتودار است که در اقیانوس اطلس غربی یافت می‌شود. طول معمول آن ۱۷ سانتی‌متر است. اغلب به عنوان یک ماهی زباله در صید تجاری ترال در نظر گرفته می‌شود، ارزش اقتصادی کمی دارد یا اصلاً ارزش ندارد.

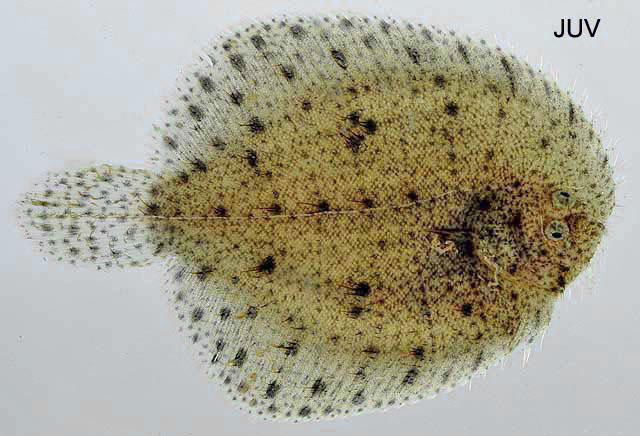
نوجوان